# Круглопольское сельское поселение
Круглопольское се́льское поселе́ние — муниципальное образование в Тукаевском районе Татарстана Российской Федерации.
Административный центр — посёлок Круглое Поле.

## История
В начале 2000-х и ранее поселение (тогда сельсовет) находилось в подчинении г. Набережные Челны и не являлось частью Тукаевского района.
Статус и границы сельского поселения установлены Законом Республики Татарстан от 31 января 2005 года № 39-ЗРТ Законом Республики Татарстан от 31 января 2005 года № 42-ЗРТ «Об установлении границ территорий и статусе муниципального образования "Тукаевский муниципальный район" и муниципальных образований в его составе».

## Население
| 2010  | 2011  | 2012  | 2013  | 2014  | 2015  | 2016  |
| ----- | ----- | ----- | ----- | ----- | ----- | ----- |
| 3098  | ↗3103 | ↗3142 | ↗3236 | ↗3282 | ↗3360 | ↗3375 |
| 2017  | 2018  | 2021  |       |       |       |       |
| ↗3422 | ↘3371 | ↗3836 |       |       |       |       |

## Состав сельского поселения
| № | Населённый пункт | Тип населённого пункта          | Население |
| - | ---------------- | ------------------------------- | --------- |
| 1 | Круглое Поле     | посёлок, административный центр | ↗3836     |